# Jasmijn de Groot
Jasmijn de Groot (Den Haag, 30 mei 2002) is een Nederlands voormalig profvoetbalspeelster. Ze kwam als doelverdediger uit voor Feyenoord, FC Utrecht en Excelsior Rotterdam.

## Clubcarrière
De Groot speelde in haar jeugdjaren zeven jaar voor de Haagse amateurclub SV Loosduinen. Vervolgens stapt ze over naar de jeugdopleiding van ADO Den Haag. De stap naar het eerste elftal blijft uit waarna ze in 2021 door Feyenoord wordt overgenomen. De Rotterdammers debuteren in het seizoen 2021/22 in de Vrouwen Eredivisie. Na een seizoen in het jeugdteam van de Rotterdammers te hebben gespeeld, tekende De Groot in 2022 haar eerste profcontract in Rotterdam.
Op 8 december 2022 maakte De Groot haar debuut voor Feyenoord in de Vrouwen Eredivisie in een uitwedstrijd tegen haar oude club ADO Den Haag door in de basis te starten. Door blessureleed van Jacintha Weimar mocht De Groot eenmalig keepen.
In 2023 maakte De Groot de overstap naar FC Utrecht dat in het seizoen 2023/24 haar rentree maakte in de Vrouwen Eredivisie. Voor de Domstedelingen is De Groot de eerste speelster die wordt vastgelegd.
Op 10 september 2023 maakte De Groot haar debuut voor FC Utrecht in een thuiswedstrijd tegen haar oude club Feyenoord. Op 1 oktober 2023 verliest De Groot haar plek onder de lat aan Puck Louwes⁣, maar door blessureleed bij Louwes heeft De Groot sinds een uitwedstrijd tegen Ajax haar plek onder de lat heroverd.
Na afloop van het seizoen 2024/25 werd het contract van De Groot niet verlengd en vertrok ze bij FC Utrecht om een nieuwe uitdaging aan te gaan. Deze vond De Groot bij competitiegenoot Excelsior. Bij de Kralingse club was ze tweede keepster achter Anouk van der Klooster in het seizoen 2024/25. Op 17 januari 2025 besloot De Groot een einde aan haar profcarrière te maken om voor een maatschappelijk carrière te kunnen gaan.

## Statistieken
| Seizoen | Club       | Competitie | Competitie | Competitie | Beker | Beker | Overig | Overig | Totaal | Totaal |
| Seizoen | Club       | Competitie | Wed.       | Dlp.       | Wed.  | Dlp.  | Wed.   | Dlp.   | Wed.   | Dlp.   |
| ------- | ---------- | ---------- | ---------- | ---------- | ----- | ----- | ------ | ------ | ------ | ------ |
| 2022/23 | Feyenoord  | Eredivisie | 1          | 0          | 0     | 0     | 0      | 0      | 1      | 0      |
| 2023/24 | FC Utrecht | Eredivisie | 10         | 0          | 0     | 0     | 0      | 0      | 10     | 0      |
| 2024/25 | Excelsior  | Eredivisie | 0          | 0          | 0     | 0     | 0      | 0      | 0      | 0      |
| Totaal  | Totaal     | Totaal     | 11         | 0          | 0     | 0     | 0      | 0      | 11     | 0      |

Bijgewerkt t/m 17 januari 2025.